# Сосновоборськ (Красноярський край)
Сосновобо́рськ (рос. Сосновоборск) — місто крайового підпорядкування в Красноярському краї Росії.

## Географія
Місто розташовано на правому березі річки Єнісей, за 13 км до північного-сходу від міста Красноярська. Територія міста 15 км². Загальна протяжність міських вулиць — близько 30 кілометрів. Загальна площа зелених масивів і насаджень — близько 50 гектарів.

## Історія
Місто засновано в 1971 році як робітниче селище в зв'язку з будівництвом Красноярського заводу автомобільних і тракторних причепів і напівпричепів. З 1973 року називається Сосновоборськ; назву мотивовано сосновими борами, які оточують селище. Деякий час був частиною Ленінського району м. Красноярська. Статус міста — з 1985 року. Має статус міського округу.